# 1733 en science
| Années de la science : 1730 - 1731 - 1732 - 1733 - 1734 - 1735 - 1736    |
| Décennies de la science : 1700 - 1710 - 1720 - 1730 - 1740 - 1750 - 1760 |

Cet article présente les faits marquants de l'année 1733 en science.

## Événements
- 26 mai : le Britannique John Kay dépose le brevet du tissage à navette volante et améliore la vitesse des métiers à tisser. L'invention de la navette volante permet d’augmenter la largeur des tissus et la rapidité d’exécution. Son usage se généralise après 1760[1]. À la suite de cette invention se produit une raréfaction des fils car on continue à filer au rouet. Les tisserands sont souvent en chômage faute de matière première ; le spinning jenny en 1765, le water frame en 1768 et le mule-jenny en 1779 améliorent la filature, et c'est le tissage qui prend du retard[2].

- 1er juin : Jacques Cassini entreprend à la demande de l’Académie des sciences la cartographie générale du royaume de France (Carte de Cassini publiée en 1750). Accompagné de ses fils, de Maraldi, de l'abbé de la Grive et de François Chevalier, il commence la triangulation de la perpendiculaire Brest-Paris-Strasbourg[3].

- Les enseignements donnés par l’Académie des sciences de Russie sont suspendus (1733-1738)[4].

- Charles Du Fay met en évidence deux formes d'électricité résineuse et vitreuse plus tard appelées électricité positive et négative[5]
- Les systèmes de lentilles achromatiques sont inventés par l'anglais Chester Moore Hall qui parvient à corriger l'aberration chromatique d'une lentille convexe de verre crown par une lentille concave en flint[6].
- Le mathématicien Abraham de Moivre complète ses Miscellanea Analytica publiés en 1730. Il utilise la formule de Stirling pour décrire la loi normale comme approximation à la loi binomiale[7].

- La poussette est inventée par l'architecte anglais William Kent pour les enfants du 3e Duc de Devonshire[8].

## Publications
- Stephen Hales : Haemastaticks. Hales est le premier scientifique à mesurer la capacité du cœur d'un mammifère[9] et le premier à mesurer la pression artérielle[10].
- Giovanni Girolamo Saccheri : Euclides ab omni naevo vindicatus (Euclide lavé de toute tache). Il entrevoit la possibilité de géométries non euclidiennes.

## Naissances

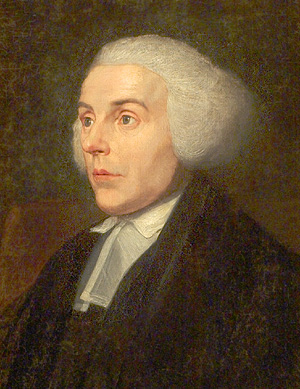
Joseph Priestley

- 18 janvier : Caspar Friedrich Wolff (mort en 1794), chirurgien et physiologiste allemand.
- 19 janvier : Philibert Trudaine de Montigny (mort en 1777), administrateur et savant français.
- 19 février : Daniel Solander (mort en 1782), botaniste suédois.
- 7 mars : Jacques-François Dicquemare (mort en 1789), abbé, astronome et naturaliste français.
- 13 mars : Joseph Priestley (mort en 1804), chimiste, théologien anglais.
- 17 mars : Carsten Niebuhr (mort en 1815), cartographe, géomètre-expert, et explorateur allemand qui consacra sa carrière au service du Danemark.
- 17 avril : Louis-Guillaume Le Veillard (mort en 1794), écuyer, doyen des gentilshommes de la Chambre du roi, chimiste, médecin et premier maire de Passy.
- 4 mai : Jean-Charles de Borda (mort en 1799), mathématicien, physicien, politologue, et marin français.
- 22 mai : Alexander Monro (mort en 1817), anatomiste écossais.
- 27 juillet : Jeremiah Dixon (mort en 1779), géomètre-expert et  astronome britannique.
- 1er août : Richard Kirwan (mort en 1812), scientifique irlandais[11].
- 28 août : Thomas Hornsby (mort en 1810), astronome et mathématicien britannique.
- 15 novembre : Antoine Gouan (mort en 1821), botaniste français.

## Décès
- 23 juin : Johann Jakob Scheuchzer (né en 1672), médecin et naturaliste suisse.
- 11 juillet : Jakob Hermann (né en 1678), mathématicien suisse.
- 25 octobre : Giovanni Gerolamo Saccheri (né en 1667), mathématicien italien.